# Wideorejestrator
Wideorejestrator – przyrząd do rejestracji obrazu w sposób ciągły, umożliwiający utrwalanie zarejestrowanego materiału, pierwotnie na kasecie wideo, a współcześnie na nośniku cyfrowym (dysk twardy, karta pamięci).

## Wideorejestratory policyjne
Na początku pomiaru kontrolujący wybiera w ustawieniach odcinek drogi, na jakim będzie prowadzony pomiar. Zazwyczaj jest to 50, 100, 200 m lub dłuższy odcinek pomiarowy. Na tym odcinku drogi są mierzone niezależnie dwie wielkości: czas przejazdu pojazdu kontrolującego za pomocą wewnętrznego zegara RTC wideorejestratora i długość odcinka drogi wyznaczona na podstawie zliczania liczby impulsów z drogi za pomocą przetwornika prędkości zainstalowanego w pojeździe kontrolującym analogicznie jak podczas pomiaru drogi przez taksometr albo tachograf. Prędkościomierz charakteryzowany jest przez stałą prędkościomierza równą liczbie impulsów w jednostce czasu odebranych od przetwornika prędkości w celu wskazania prędkości 60 km/h.
Stała prędkościomierza jest równoważna stałej analogicznej jak dla taksometrów albo tachografów. Wartość liczbowa stałej prędkościomierza wyrażona w impulsach na minutę jest równa co do wartości stałej wyrażonej w impulsach na kilometr. Prędkościomierz wskazuje zarówno prędkość chwilową, jak i średnią będącą wartością zmierzoną prędkości dla pojazdu kontrolowanego, a otrzymaną przez podzielenie wybranej długości odcinka drogi przez zmierzony czas przejazdu. Jeśli zmierzona średnia prędkość przekracza dopuszczalną na danym odcinku drogi, to istnieje podstawa ukarania kierującego pojazdem. Taki sposób pomiaru wymaga, aby pojazd kontrolujący znajdował się w tej samej odległości na początku i końcu odcinka pomiarowego ewentualnie utrzymywał stałą odległość od pojazdu kontrolowanego na całym odcinku pomiarowym. Oznacza to również, że zamontowany w pojeździe wideorejestrator jest zawsze kalibrowany przez dopasowanie stałej prędkościomierza do współczynnika charakterystycznego pojazdu i nie można go przełożyć z jednego pojazdu do drugiego bez wykonania odpowiednich kalibracji.
Obecne widerejestratory to specjalizowane komputery PC taktowane kilkusetmegahercowym zegarem, pracujące pod systemem operacyjnym (Linux, Windows) lub pracują na specjalistycznym obwodzie z własnym dedykowanym systemem operacyjnym RTOS wyposażone w twardy dysk o dużej pojemności (np. 80 GB) umożliwiające magazynowanie cyfrowych sekwencji video w formacie skompresowanym MJPG, MPEG-4 lub H.264 dla standardowych obrazów telewizyjnych – standardowa kamera pracująca w systemie PAL przy rozdzielczości około 440 tys. pikseli. Jednocześnie wideorejestrator, będąc systemem pasywnym, jest znacznie tańszy od systemów aktywnych takich jak wideoradary. Ponieważ w Polsce nie stosuje się systemu mierzącego odległość pomiędzy pojazdem kontrolującym, wynik pomiaru może zostać zakwestionowany po analizie zarejestrowanej sekwencji video, jeśli np. w sposób widoczny pojazd kontrolujący dogania pojazd kontrolowany, jako niezgodny z zasadami metrologii.
Prędkościomierze użytkowane w Polsce (patrz program „Uwaga Pirat!” w TVN Turbo) przeszły pomyślnie badania i otrzymały zatwierdzenie typu wydane przez Główny Urząd Miar i powinny posiadać ważne świadectwo legalizacji wydawane na 13 miesięcy.
Policja w całej Polsce dysponuje 1836 urządzeniami mierzącymi prędkość pojazdów, ale nie wszystkie powinny zostać dopuszczone do użytku. Wiele z nich nie spełnia podstawowego wymogu określonego przez prawo, czyli możliwości identyfikacji pojazdu, którego prędkość zarejestrowano. Policja w takiej sytuacji tłumaczy się tym, że zależy do od funkcjonariusza, który powinien „na oko” ocenić, w które auto wycelował miernik. Problem pojawia się także w kwestii legalności urządzeń, ponieważ ponad 120 z nich może nie mieć świadectwa zatwierdzenia typu. Wszystko przez to, że nowe radary Iskra-1 nie pochodzą od polskiego dystrybutora, a od firmy, która sprowadziła je z zagranicy. Z uwagi na różnice w konstrukcji powinny od nowa przejść proces homologacji, a tego nie uczyniono.
Wojewódzki Sąd Administracyjny w Szczecinie w 2018 roku orzekł, że nagranie z policyjnego wideorejestratora jest informacją publiczną i policja zobowiązana jest udostępnić takie nagranie na życzenie nagranego kierowcy.